# Менгли I Герай
Менгли́ I Гера́й (Гире́й) (крым. I Meñli Geray, ١ منكلى كراى‎; 1445—1515) — крымский хан (1467, 1469—1475, 1478—1515) из династии Гераев. Шестой сын первого крымского хана Хаджи I Герая.
По некоторым данным, провел юность и получил воспитание в Генуэзской Каффе.
В 1467 г. сделал малоудачную попытку воцариться и ушёл в Каффу, где собрал вокруг себя крымских беев. С их помощью в 1469 г. сверг брата Нур – Девлета и занял трон.

## Биография
О юности Менгли Герая известно мало, но есть предположения, что воспитывался он в генуэзском городе-колонии Каффе. Известно, что он знал генуэзское наречие, интересовался поэзией и историей.

## Борьба за власть
В августе 1466 года скончался первый крымский хан Хаджи I Герай (1441—1466). Осенью крымские беи избрали новым ханом его старшего сына Нур-Девлета. Его младший брат Менгли Герай, шестой сын Хаджи Герая, начал борьбу за крымский ханский престол. Нур-Девлет опирался на поддержку ханов Большой Орды, а Менгли Герай пользовался поддержкой крымской знати.
В 1467 году он сверг старшего брата Нур-Девлета и занял ханскую столицу Кырк-Ер, однако первая попытка овладеть троном оказалось неудачной. Вскоре Нур-Девлет вернулся и изгнал своего младшего брата-соперника. Менгли Герай бежал в Каффу, где обратился за военной помощью к генуэзцам. Кроме того, крупные крымские беи во главе с Мамак-беем Ширином, недовольные политикой Нур-Девлета, также выступили в поддержку Менгли Герая. Утвердиться на престоле Менгли Герай смог через два года.
В июне 1468 года Менгли Герай с большой делегацией крымских беев прибыл в Каффу. Генуэзский консул Джентиле Камилла принял гостей с большими почестями. В Каффе крымские беи торжественно избрали Менгли Герая ханом. Вскоре Менгли Герай с генуэзским отрядом и бейскими дружинами двинулся в поход на Кырк-Ер. Нур-Девлет оборонялся, и борьба между братьями продолжалась с середины лета до конца года. В начале 1469 года Менгли Герай занял ханскую столицу и изгнал оттуда Нур-Девлета. Нур-Девлет бежал из Кырк-Ера на Северный Кавказ, откуда обратился за помощью к османскому султану Мехмеду II Фатиху в борьбе против Менгли Герая и его союзников-генуэзцев. Каффский консул организовал военный поход на свои северокавказские владения, во время которого был взят в плен сам Нур-Девлет вместе с тремя младшими братьями. Нур-Девлет был доставлен в Каффу и заключён под стражу. Вскоре Нур-Девлет с братьями был перевезен в крепость Солдайю.
Крымский хан Менгли Герай заключил союзный договор с Каффой и княжеством Феодоро (Готией), направленный против Османской империи. Летом 1469 года в окрестностях Каффы появился турецкий флот под предводительством Якуб-бея. Турки-османы высадились под крепостью, сожгли несколько селений и захватили пленных. В ответ крымский хан Менгли Герай отправил письмо османскому султану Мехмеду Фатиху, в котором заявлял: «Ущерб, причинённый Каффе, это ущерб, причинённый мне».
Осенью 1473 года скончался крупный крымский мурза Мамак-бей, глава рода Ширин. На вакантный пост стали претендовать его младшие братья Кара-Мирза и Эминек. Кара-Мирза находился в родстве с ханским братом Айдером и пользовался влиянием при дворе Менгли Герая. Эминек обратился за помощью к генуэзцам, которые убедили хана Менгли Герая назначить новым ширинским беем Эминека, а не Кара-Мирзу. Вскоре отношения между ханом и ширинским беем обострились. Эминек безуспешно просил, чтобы хан Менгли Герай отдал ему в жёны свою мать, вдову Хаджи Герая.
Вскоре на титул ширинского бея стал претендовать Шейдак, сын Мамака. Вначале Шейдак обратился за помощью к генуэзцам, но те не смогли ему помочь. Тогда Шейдак отправился в Большую Орду, где добился поддержки со стороны Ахмат-хана, стремившегося вернуть Крымский юрт под свою верховную власть. Менгли Герай отстранил от бейского поста Эминека, который бежал из Крыма на Северный Кавказ. По приглашению Менгли Герая из Орды в Крым вернулся Шейдак, которому хан пообещал пост бея. На самом же деле Менгли Герай, опасавшийся вторжения золотоордынского хана, просто выманил Шейдака из донских степей в Крым.
В феврале 1475 года крымский хан Менгли Герай с братом Айдером и ширинскими мурзами прибыл в Каффу, где планировал утвердить Кара-мирзу в должности бея. Однако под давлением генуэзцев вынужден был назначить главой Ширинов Шейдака.
В марте 1475 года крупные крымские беи на собрании в столице низложили хана Менгли Герая, который укрылся у генуэзцев в Каффе. Новым крымским ханом был избран Айдер, старший брат Менгли Герая. Между тем Эминек, недовольный своим изгнанием, отправил письмо в Стамбул, прося султана Мехмеда II Фатиха предпринять поход на Каффу, обещая туркам свою помощь в завоевании генуэзских колоний в Крыму. После свержения Менгли Герая Эминек вернулся в Крым, получил назад титул ширинского бея и занял видное положение при дворе Айдера. Они совершили совместный набег на пограничные литовские владения. Шейдак-мурза был отстранён от должности и бежал в Кафу. Весной ширинские мурзы с татарским войском осадили Каффу, требуя от генуэзцев выдачи беглеца.
Во время османского завоевания Крыма в 1475 году хан Менгли Герай пытался оказать туркам сопротивление. В мае 1475 года османский султан Мехмед Фатих организовал большой военный поход на генуэзские владения в Крыму. Турецкий флот под предводительством великого визиря Гедик Ахмед-паши 31 мая появился под стенами Каффы. Турецкое войско высадилось на берег, где к нему присоединился Эминек-бей с татарской конницей. Турки-османы при поддержке татар осадили Кафу и стали обстреливать город из артиллерии. Во время осады Кафы свергнутый хан Менгли Герай сражался на стороне своих союзников-генуэзцев, он с полуторатысячным отрядом своих сторонников выступил из Кафы, но не устоял против превосходящих сил турецкой армии и отошёл обратно в крепость. 6 июня Кафа капитулировала и сдалась турецкой армии. Турки-османы заняли Кафу, где казнили триста генуэзцев и наложили на город огромную контрибуцию. Захватив Кафу, османский военачальник Гедик Ахмед-паша отправил армию на завоевание остальных генуэзских крепостей. Турки взяли Солдайю (Судак), Чембало (Балаклаву), Каламиту (Инкерман) и осадили готскую столицу Феодоро — Мангуп. Менгли Герай вместе с двумя братьями был взят турками в плен и отправлен в Стамбул, где провёл в плену у султана Мехмеда Фатиха три года. Турки освободили из заключения в Солдайе его старшего брата Нур-Девлета, который прибыл в Кырк-Ер и занял ханский престол. Беглый Шейдак-мурза был схвачен в Кафе и убит по приказу Эминека. В декабре 1475 года после пятимесячной осады турки-османы взяли штурмом и разрушили Мангуп. Нур-Девлет, вернувший себе ханский престол, признал себя вассалом и данником османского султана.
В 1476 году против ширинского бея Эминека поднял мятеж его младший брат Хаджике, который бежал в Большую Орду и обратился за помощью к Ахмат-хану (1460—1481). Хан Ахмат, стремившийся подчинить своей верховной власти все осколки некогда могущественной Золотой Орды, организовал военный поход на Крымское ханство. Ордынское войско под командованием Джанибека (племянника Ахмат-хана) вторглось в Крым, но Эминек смог отразить вражеское нападение. Летом того же 1476 года по приказу султана Эминек-бей Ширин во главе 10-тысячного татарского войска предпринял поход на Молдавию, но господарь Стефан Великий дважды отразил татарское вторжение. В это время хан Большой (Золотой) Орды Ахмат организовал новый поход на Крымский юрт. Джанибек с большим ордынским войском разорил и завоевал Крым. Нур-Девлет был свергнут с престола, а новым ханом Крыма стал Джанибек. Эминек-мурза, вернувшийся из Молдавии в Крым, едва не был схвачен ордынцами и укрылся в Эски-Кырыме. Новый крымский хан Джанибек назначил Хаджике своим беклярибеком.
В 1477 году Нур-Девлет вернул себе ханский престол и изгнал из Крыма ордынского ставленника Джанибека. Эминек-бей Ширин, недовольный Нур-Девлетом и Айдером, отправил послание к османскому султану Мехмеду Фатиху в Стамбул, прося его освободить из плена Менгли Герая и утвердить его крымским ханом. Глава Ширинов писал султану: 
«Нур-Девлет и Айдер не желают примириться и не слушают моих советов. Если Менгли-Герай вернётся в Крым, то всё население покорится ему и будет соблюдать его приказы… сделайте милость, назначьте Менгли Герая, пока ордынский хан не подступил к Крыму: лишь так мы сможем сохранить нашу страну… Если Вы немедля отправите к нам Менгли Герая — Вы восстановите порядок в нашем государстве, и Аллах вознаградит Вас в обоих мирах. Народ и беи Крыма не желают видеть ханом Нур-Девлета: он не годится к правлению, он враждует со своим братом и не заботится о стране, он тягостен для подданных. Наше желание таково, чтобы Вы повелели Менгли Гераю: „Займись усердно делами страны и не отвергай советов Эминека“. Прочее же зависит от Вашей милости». 
В свою очередь крымский хан Нур-Девлет жаловался султану, что его беи клевещут на него, а Эминека объявил мятежником.

## Правление
Весной 1478 года османский султан Мехмед Фатих освободил из плена крымского хана Менгли Герая. Он был отпущен в Крым и восстановлен на ханском престоле с условием, что отныне Крым будет находиться под верховной властью Османской империи. Менгли Герай с турецкими янычарами приплыл в Кафу, вскоре на его сторону перешли крупные татарские беи под руководством Эминека. Менгли Герай занял Эски-Кырым и Кырк-Ер, где был провозглашен беями новым крымским ханом.
Его старшие братья и противники Нур-Девлет и Айдер бежали в польско-литовские владения. Польский король и великий князь литовский Казимир Ягеллончик поселил их в Киеве. В 1479 году великий князь московский Иван III Васильевич смог переманить к себе на службу царевичей Нур-Девлета и Айдера, старших братьев Менгли Герая. Нур-Девлет получил во владение Касимовский удел, а Айдер через некоторое время попал в опалу и был отправлен великим князем в ссылку в Белоозеро, где скончался в 1487 году. Другой брат Оз-Демир бежал из Крыма в Большую Орду, а оттуда перебрался в Литву. Младшие братья Ямгурчи и Мелек-Эмин остались на родине и жили в мире с ханом. Ямгурчи был назначен Менгли Гераем первым калгой.
Главной внешнеполитической целью Менгли Герая после 1478 года стала борьба с Большой Ордой, в которой правили наследники золотоордынских ханов, и которая претендовала на всё «наследство» Золотой Орды. Естественным союзником в этой борьбе был великий князь московский Иван III Васильевич, из-за чего ухудшились отношения Крыма с противником Русского государства Великим княжеством Литовским. Русское государство, Крымское ханство и Молдавское княжество, которое во главе со Стефаном Великим находилось на пике своего развития, составляли коалицию, направленную против Литвы и Польши.
Великий князь московский Иван III Васильевич и крымский хан Менгли Герай заключили военно-политический договор, направленный против Большой Орды, Великого княжества Литовского и Польского королевства. В 1480 году во время «стояния на реке Угре» крымский хан Менгли Герай совершил поход на Подолию, вынудив великого князя литовского Казимира Ягеллона отказаться от запланированного совместно с ханом Большой Орды Ахматом нападения на Русское государство. Русские войска под командованием великого князя Ивана III встретили золотоордынскую армию на берегах реки Угры, не дали татарам возможности переправиться на другой берег, а затем вынудили их поспешно отступить в свои степи.
В январе 1481 года последний хан Золотой Орды Ахмат, противник Менгли Герая, был убит в своём лагере под Азовом сибирским ханом Ибаком и ногайскими мурзами Ямгурчи и Мусой. Союзники собрали 15-тысячное войско и преследовали Ахмата от берегов Волги до Малого Донца. Сибирские татары и ногайцы ворвались ночью в ханский лагерь и умертвили Ахмат-хана. Победители захватили весь ханский лагерь, жён и дочерей Ахмата, большие трофеи, пленников и множество скота. Сыновья Ахмата — Сеид-Ахмед-хан, Муртаза-хан и Шейх-Ахмед-хан разделили отцовские владения и начали междоусобную борьбу за власть в Большой Орде.
Вначале царевичи Сеид-Ахмед-хан и Муртаза-хан вместе с отцовским беклярибеком Тимуром бежали в Крым, где гостеприимно встретили беглецов. В Большой Орде ханом был провозглашён их младший брат Шейх-Ахмед-хан. В 1485 году татарские царевичи Сеид-Ахмед и Муртаза попытались бежать из Крыма в Дешт-и-Кипчак. Крымский хан Менгли Герай бросился за ними в погоню, но смог взять в плен только одного Муртазу. Сеид-Ахмед был провозглашён ханом Большой Орды и начал войну против Менгли Герая. В 1486 году Сеид-Ахмед и беклярибек Тимур совершили нападение на Крымское ханство, когда Менгли Герай распустил свои основные силы. Крымский хан был разбит и, раненый, бежал в крепость Кырк-Ер. Царевич Муртаза был освобождён из плена и присоединился к старшему брату. Ордынцы безуспешно осаждали Кырк-Ер, обороной которого руководил сам Менгли Герай. Братья Сеид-Ахмед и Муртаза осадили и разорили Эски-Кырым, вероломно обманув и перебив всех жителей. Затем царевичи с большим войском двинулись на турецкую крепость Кефе, потребовав от османского наместника Касим-паши сложить оружие и сдаться. Потерпев неудачу под Кефе, Сеид-Ахмед и Муртаза отступили из Крыма в свои улусы. Крымский хан Менгли Герай со своими отрядами устремился в погоню за отступающей ордой и отбил всю добычу и пленников, захваченных в Крыму.
С активной поддержкой Москвы крымские войска под предводительством Менгли Герая и его сыновей совершали многочисленные грабительские походы на польско-литовские владения. В сентябре 1482 года большая крымская орда осадила, взяла штурмом и сильно разорила Киев, захватив большое количество пленников. В 1484—1487 годах крымские татары ежегодно совершали набеги на Подолию и Молдову (разорены были Томбасар (совр. Дубоссары) и Балта в Подолии; Тигина (совр.Бендеры), Кавшан (совр.Кэушень) и Аккерман (совр. Белгород-Днестровский) на правом берегу Днестра в Молдове на границе с Подолией).
В 1486 году Муртаза-хан сделал попытку свергнуть Менгли Герая с помощью его старшего брата Нур-Девлета, который в это время находился в Москве в почётном плену у Ивана III и в этом году был посажен касимовским ханом. Муртаза направил письма касимовскому хану Нур-Девлету и великому князю московскому Ивану III, но последний перехватил оба письма и, не желая разрывать отношений с верным союзником Менгли Гераем, переслал письма крымскому хану. После этого с целью предотвращения враждебных действий на южные рубежи Иван III Васильевич выдвинул войско под командованием касимовского хана Нур-Девлета.
В 1489 году крымская орда опустошила Подольское и Киевское воеводства. В 1490 году подверглись разорению Волынское и Русское воеводства. В дальнейшем крымский хан Менгли Герай вынужден был постоянно держать своё войско на севере, чтобы защитить полуостров от ордынских вторжений. Летом 1491 года ханы Большой Орды Сеид-Ахмед и Шейх-Ахмед отправили послов к крымскому хану Менгли Гераю, который заключил с братьями мирное соглашение. Менгли Герай распустил крымское ополчение по домам. Усыпив бдительность Менгли Герая переговорами, ханы Большой Орды предприняли поход на Крымское ханство. Сеид-Ахмед и Шейх-Ахмед ворвались в Крым, опустошили северные земли ханства и отступили на Нижний Днепр. Крымский хан Менгли Герай спешно собрал своё войско для защиты границы и отправил своего брата, калгу Ямгурчи в Стамбул с просьбой о военной помощи. Другие крымские посланцы были снаряжены в Москву и Казань. Османский султан Баязид II прислал на помощь своему вассалу две тысячи турецких янычар. С севера на улусы Большой Орды двинулись отряды под командованием касимовского царевича Сатылгана, сына Нур-Девлета, и казанского хана Мухаммед-Амина, усиленные артиллерией. Сеид-Ахмед и Шейх-Ахмед вынуждены были отступить в свои владения.
Осенью 1494 года огромная крымская орда опустошила Подолию и Волынь, разгромив в битве под Вишневцем польско-литовское войско. В 1495—1499 годах крымские татары неоднократно разоряли Волынь, Брацлавщину, Подолье и Галицию. В 1500 году крымские татары опустошили Брацлавщину, Волынь и Берестейщину, Белзскую, Львовскую, Холмскую, Люблинскую и Сандомирскую земли. Крымцы сожгли Хмельник, Кременец, Львов, Белз, Холм, Красностав, Люблин и другие города, захватив в плен пятьдесят тысяч человек. В 1500 году сильная засуха и бескормица в Поволжье вынуждает Шейх-Ахмеда-хана искать более плодородные земли. Он откочёвывает в Приднепровье, но хан Менгли I Герай уже укрепил эти земли крепостями, снабжёнными турецкой артиллерией. Шейх-Ахмед пытается решить вопрос миром, вступает в переговоры с Менгли Гераем, затем с турецким наместником в Кафе шахзаде Мухаммадом и с самим османским султаном Баязидом II Святым, но от всех получает отказ. В это время многие ордынцы, подгоняемые голодом, массово переходят на службу крымскому хану.
Зимой 1501—1502 годов хан Большой Орды Шейх-Ахмед стал готовиться к новому походу на Крымское ханство. Менгли Герай, предупреждённый о готовящемся вторжении, приказал мобилизовать всё мужское население старше 15 лет. Хан Большой Орды Шейх-Ахмед при впадении реки Сосны в Дон соединился с войском своего старшего брата Сеид-Ахмеда. Братья построили здесь укрепление, готовясь отразить нападение крымского хана. Однако вскоре ханы поссорились, и Сеид-Ахмед со своими отрядами отошёл к Астрахани. Османский султан Баязид II предложил хану Большой Орды откочевать на Южный Буг, но турецкий посол был схвачен и убит подданными хана.
3 мая 1502 года крымский хан Менгли I Герай со своим войском выступил в поход на Большую Орду. Шейх-Ахмед-хан со своим войском находился на реке Суле, где строил укрепления. Его подданные массово переходили на сторону крымцев. 15 июня Менгли Герай разгромил Шейх-Ахмеда и прошёл по всем его землям, завершив поход символическим сожжением Сарая. С этого момента крымские ханы называли себя повелителями Великого улуса. Большая Орда была разгромлена и прекратила своё существование, а последний хан Шейх-Ахмед с небольшим отрядом (300 чел.) бежал в Хаджи-Тархан. Это событие считается концом Золотой Орды. После исчезновения общего противника отношения между Крымским ханством и Русским государством стали ухудшаться.
Летом 1502 года крымские царевичи, сыновья Менгли Герая, разорили Галицию, Сандомирскую и Люблинскую земли, взяв большой «полон». Осенью того же года крымцы вторглись в Белоруссию, где разоряли окрестности Слуцка, Копыля, Клецка и Несвижа. В 1503 году крымские отряды «воевали» на Подолии и Киевщине, вторгались в Белоруссию, где выжгли окрестности Новогрудка и Слуцка, но были разбиты литовцами в бою под Городком.
В 1505 году ханские сыновья Мехмед Герай, Бити Герай и Бурнаш Герай во главе большой крымской орды вторглись в Великое княжество Литовское. Крымские татары опустошили и разорили окрестности Минска, Слуцка, Новогрудка, Полоцка, Витебска и Друцка. Мехмед Герай с главными силами осадил и штурмовал Минск, где смог устоять только городской замок. Крымцы захватили большое количество пленников и богатую добычу.
Летом 1506 года 20-тысячная татарская орда под предводительством царевичей Бити Герая и Бурнаш Герая вновь вторглась вглубь Великого княжества Литовского. Крымцы разорили и выжгли окрестности Новогрудка, Слуцка, Лиды, Ошмян, Крево, Волковыска и Гродно. В августе литовские войска разгромили татарскую орду в битве под Клецком. В том же году другие крымские отряды опустошали Подолье и Галицию. Осенью 1510 года 50-тысячная крымская орда под командованием сыновей Менгли Герая вторглась вглубь Великого княжества Литовского и разорила белорусские земли вплоть до Вильно. В том же году крымские татары повторили поход на литовские владения и стали разорять Киевщину, но были разбиты в урочище Рутна. Весной 1512 года 40-тысячная крымско-татарская орда вторглась в южные польско-литовские владения. Крымцы опустошили Подолию и Волынь. В апреле в битве под Вишневцем польско-литовские полки под командованием Константина Острожского и Николая Каменецкого разгромили превосходящие силы крымского хана.
В последние годы жизни крымский хан Менгли Герай (1478—1515) разорвал (разорвал отношения Иван III, выдав дочь Елену замуж за князя литовского Александра, не уведомив Менгли-Гирея о союзе с враждебной Литвой, да к тому же отправив посла с нелепым оправданием (стр 280 последний абзац), зима снежная, не успели уведомить тебя о свадьбе. "С удивлением читаю твою грамоту,-писал хан к государю:- ты ведаешь, изменял ли я тебе в дружбе, предпочитал ли ей мои особенные выгоды, усердно ли помогал тебе на врагов твоих! Друг и брат великое дело; не скоро добудешь его: так я мыслил и жег Литву, громил улусы Ахматовых сыновей, не слушал их предложений, ни Казимировых, ни Александровых: что ж моя награда? Ты стал другом наших злодеев, а меня оставил им в жертву!... Сказал ли нам хотя единое слово о своем намерении? Не рассудил и подумать с твоим братом!" Источник Н.М.Карамзин История государства Российского том VI глава V стр. 279)союзные отношения с великим князем московским Василием III Ивановичем и организовывал разорительные нападения на пограничные русские территории. Большую роль играли денежные подарки, передаваемые хану, его сыновьям и вельможам польско-литовскими послами. В 1507 года калга Мехмед Герай, старший сын и соправитель Менгли Герая, возглавил первый набег на московские земли. Крымские татары вторглись в южнорусские земли и разорили окрестности Козельска и Белёва. Русские воеводы отразили татар от берегов р. Оки и отбили захваченных пленников.

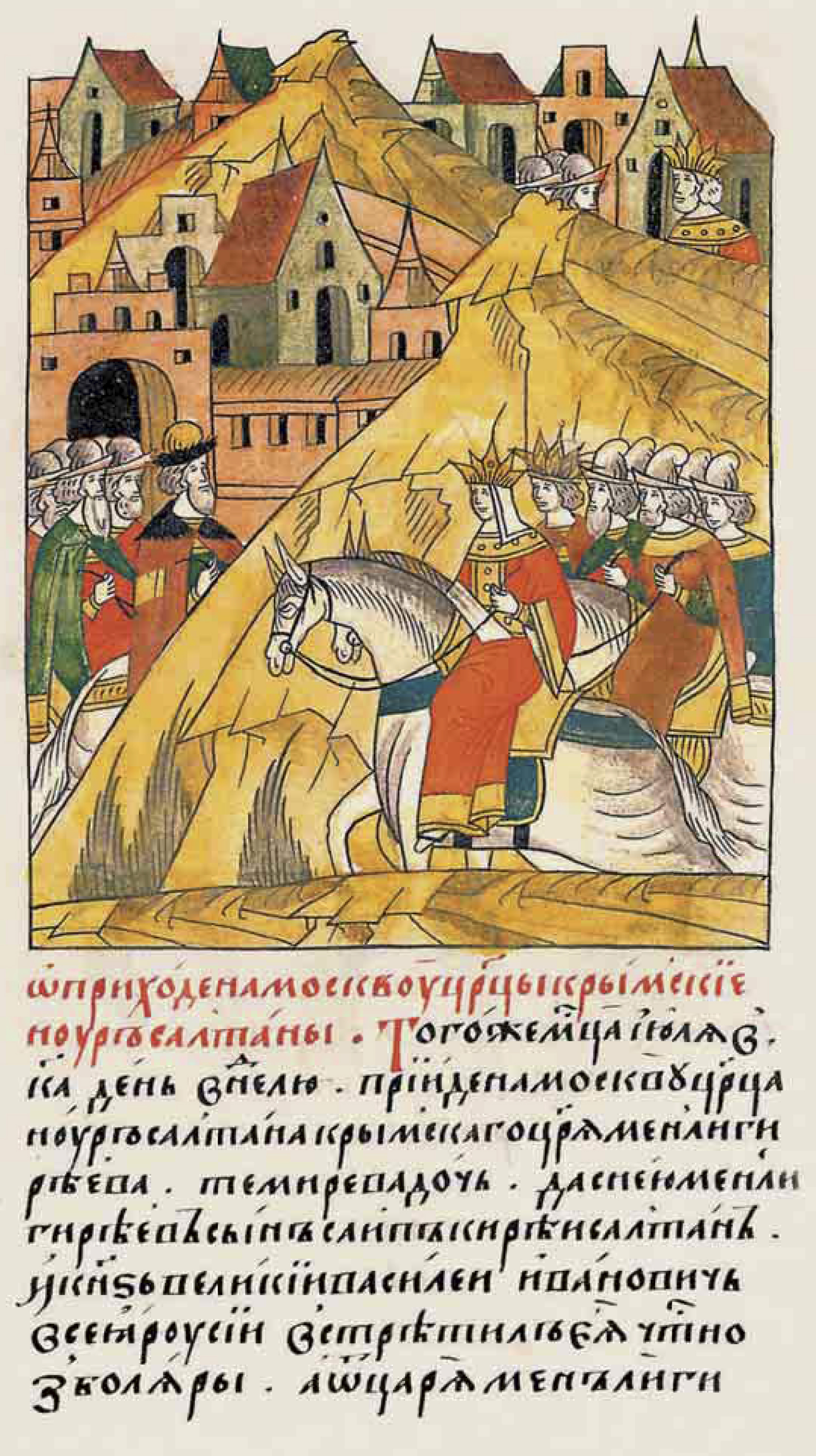
Лицевой летописный свод: «О приходе в Москву царицы крымской Нур-Салтан. В том же месяце июле в 21 день в воскресенье пришла на Москву Крымского царя Менли-Гирея царица Нур-Салтан, дочь Темира, да с нею сын Менли-Гирея Саип-Кирей-Салтан. И великий князь всея Руси Василий Иванович встретил её с честью с боярами. (…) А пришла царица, чтобы со своими детьми увидеться, с царём Магамет-Амином Казанским да с царём Абдыл-Летифом, которые великому князю служат»

Летом 1509 года ногайский мурза Агиш-бей, соединившись с другими ногайскими мурзами и астраханским ханом Абд ал-Керимом, предпринял большой поход на Крымское ханство. Крымский хан Менгли Герай, получив донесения о готовящемся нападении ногайских мурз, собрал огромное (до 250 тыс. чел.) войско и назначил командующим своего старшего сына и калгу Мехмед Герая. Крымская армия выступила в поход на север и скрытно подошла к месту переправы ногаев через Волгу. Крымцы внезапно напали на часть ногаев, которые уже переправились на правый берег и были не готовы к отпору. Крымские татары захватили огромное количество пленников, добычу и скот.
В 1511—1512 годах во время междоусобной борьбы за султанский престол между сыновьями султана Баязида II крымский хан Менгли I Герай поддержал принца Селима, будущего османского султана Селима Явуза, который приехал в Крым. Менгли I предоставил принцу Селиму большое татарское войско под командованием своего сына Саадет Герая и женил его на своей дочери.
В мае 1512 года сыновья Менгли Герая Ахмед Герай и Бурнаш Герай напали на южнорусские земли, где разорили окрестности Белёва, Одоева, Воротынска, Алексина, уведя множество пленников. Посланные им навстречу московские воеводы нападение отразили, точнее, татарские отряды отступили без сражения, уводя с собой добычу, а воеводы не решились на преследование. В июне 1512 года царевич Ахмед Герай с татарским войском предпринял новый набег на московские «украины». Крымцы ворвались в Северскую землю, где разорили окрестности Путивля, Стародуба и Брянска. В июле 1512 года калга Мехмед Герай совершил третий поход на южнорусские земли и вторгся в Рязанскую область. Крымские татары успели разорить только окраины Рязанской земли. Московские воеводы, преследуя врага, ходили за татарами за Дон до Тихой Сосны, но не смогли догнать противника. В октябре того же 1512 года состоялся четвёртый набег на русские «украины». 6 октября царевич Бурнаш Герай с войском внезапно подошёл к Рязани. Крымские татары захватили острог и разграбили рязанский посад. Однако русский гарнизон отразил все вражеские приступы. Через три дня татары с большим полоном ушли в степь.

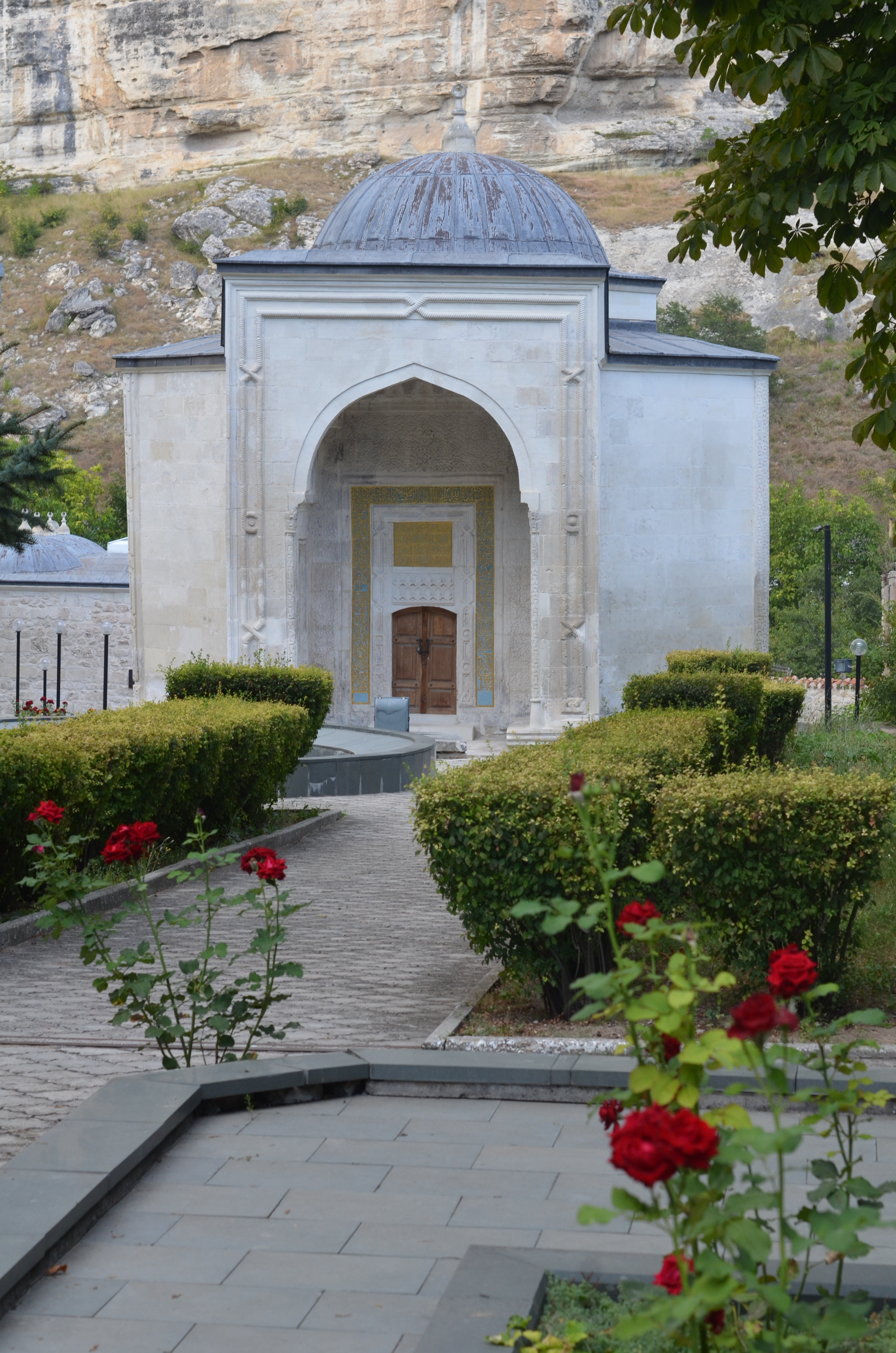
Дюрбе Хаджи I Герая и его сына Менгли I Герая

В июне 1513 года крымские татары опустошили окрестности Брянска, Путивля и Стародуба. Осенью 1513 года калга Мехмед Герай во главе большой татарской орды предпринял набег на Северскую землю. В походе участвовали вспомогательные отряды литовских воевод с пушками. Северские удельные князья при поддержке московских воевод отразили вражеское нападение. В марте 1515 года калга Мехмед Герай осуществил новый поход на южнорусские владения. Крымская орда вторглась в Северскую землю, где татары вместе с литовскими воеводами безуспешно осаждали города Чернигов, Новгород-Северский и Стародуб, захватив большое количество пленников.
Менгли I Герай ввёл должность калги. Первым калгой стал его младший брат Ямгурчи (1486—1507), затем им стал старший сын и наследник Мехмед I Герай (1507—1515).
Менгли I построил в Салачике (ныне окраина Бахчисарая) дворцовый комплекс Девлет-Сарай (не сохранился до наших дней). Рядом с дворцом были построены дошедшие до нас в почти первозданном виде Зинджирли-медресе и мавзолей Хаджи I Герая, в котором после кончины был похоронен и сам Менгли I Герай.
17 апреля 1515 года 70-летний крымский хан Менгли Герай скончался.